# Christopher Singer
Christopher Eros Singer Ossandón (Arica, Chile, 3 de junio de 1994) es un futbolista chileno proveniente de la ciudad de Arica. Inició sus estudios en la escuela e-15 y realizó la educación media en el liceo A-1 Octavio Palma Pérez. Fue considerado en la Sub-20 en el año 2013 por el director Técnico Mario Salas. Juega de mediocampista y actualmente esta libre.

## Clubes
| Club                | País  | Año       |
| ------------------- | ----- | --------- |
| San Marcos de Arica | Chile | 2012-2017 |
| Deportes Vallenar   | Chile | 2018      |

## Títulos

### Torneos nacionales
| Título    | Club                | País  | Año     |
| --------- | ------------------- | ----- | ------- |
| Primera B | San Marcos de Arica | Chile | 2012    |
| Primera B | San Marcos de Arica | Chile | 2013-14 |